# Bolas de pollo
Las bolas de pollo son un alimento consistente en trozos de carne de pollo pequeños y redondos. Se consumen en diferentes gastronomías del mundo.

## En la cocina china

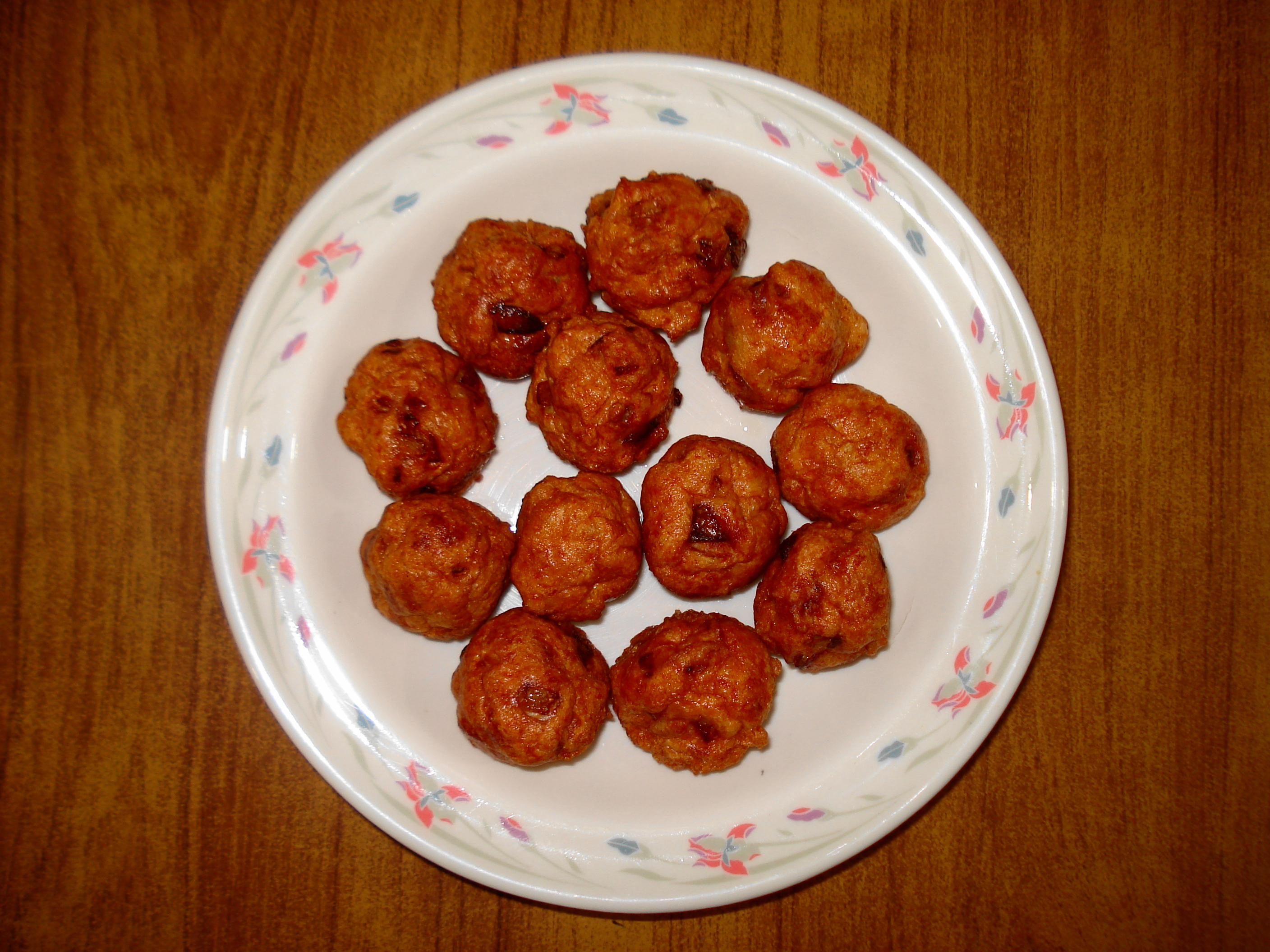
Bolas de pollo chinas

Las bolas de pollo (chino: 鸡球; pinyin: jī qiú) son un tipo de comida china no tradicional servida en Canadá, Irlanda y el Reino Unido como un alimento básico de la comida para llevar china. El plato consiste en trocitos de pechuga de pollo fritos cubiertos con un rebozado crujiente. A menudo se sirven con salsa agridulce o salsa de ciruela. Son casi desconocidas en China, según la receta y el nombre.

## En las cocinas del este y el sureste de Asia

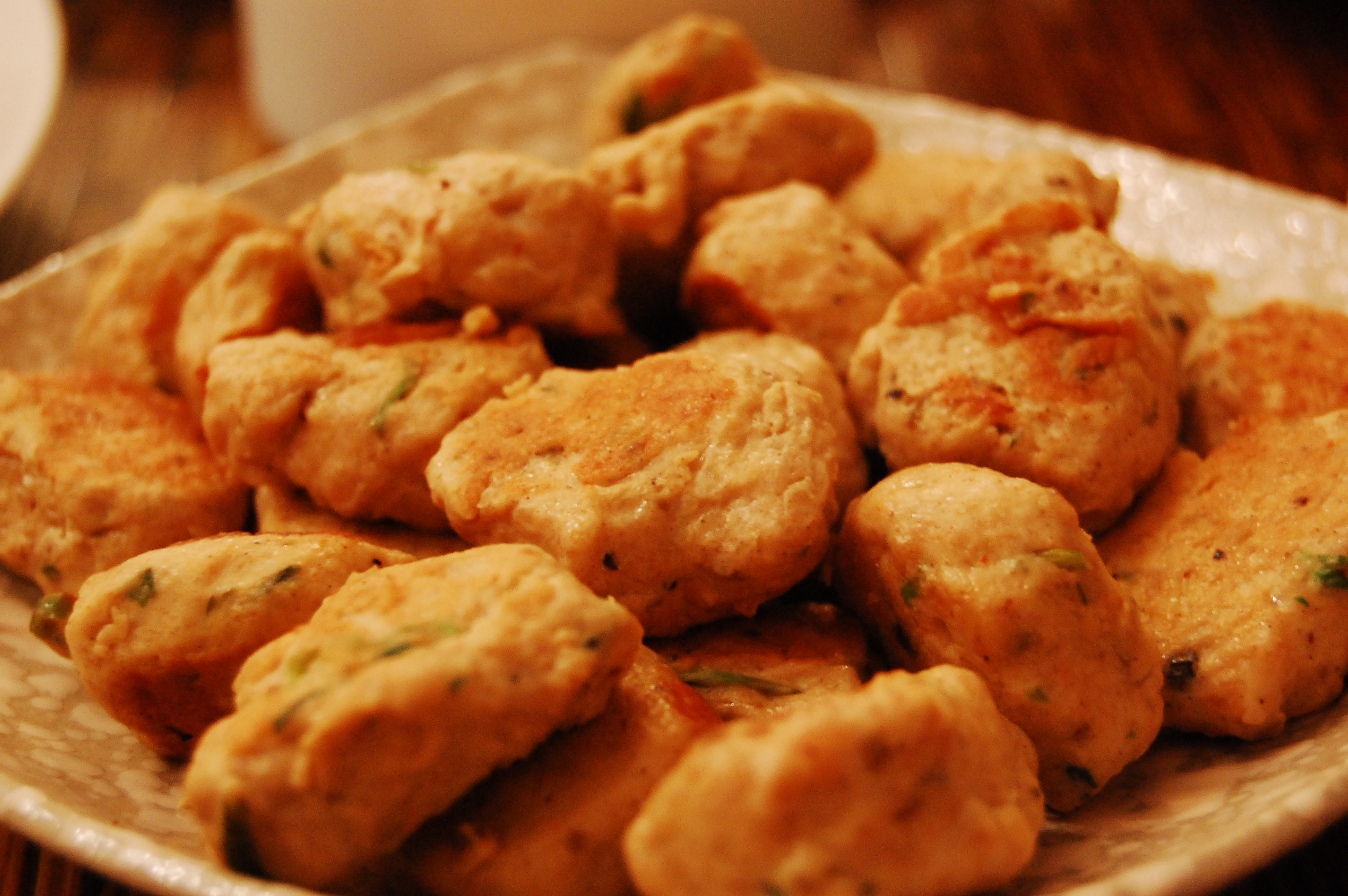
Bolas de pollo

Otro tipo de bolas de pollo, parecidas a las bolas de pescado del sur de China, puede hallarse en países del este y el sureste de Asia, como son las Filipinas y Japón (tsukune).

## En otras gastronomías
Las bolas de pollo también forman parte de otras tradiciones culturales, como las de los judíos italianos y los musulmanes.